# کارلوس آلبرتو پنیا
کارلوس آلبرتو پنیا رودریگز (اسپانیایی: Carlos Alberto Peña Rodríguez‎؛ زاده ۲۹ مارس ۱۹۹۰) بازیکن فوتبال اهل مکزیک است.